# Léon Parisot (cyclisme)
Pour les articles homonymes, voir Léon Parisot et Parisot.
Alexandre Pierre Parisot dit  Léon Parisot , né le 14 octobre 1890 à Paris, mort le 13 mai 1971, est un coureur cycliste français, spécialiste de la piste.
Il effectue son service militaire au 1er régiment du génie en 1911 puis au 1er groupe aéronautique. Il est mobilisé pendant la Première Guerre mondiale dans l'aviation.
Sur piste, il est à quatre reprises - 1923, 1927, 1928 et 1929 - vice-champion de France du demi-fond. Il obtient dans la même discipline la médaille d'argent aux mondiaux de 1923 à Zurich, derrière le local Paul Suter.

## Palmarès sur route
- 1910
  - 2e de Paris-Sens
- 1911
  - 5e étape du Circuit Français Peugeot[3]
  - 2e de Paris-Calais
- 1914
  - 2e du championnat de France des indépendants
  - 3e de Paris-Rouen[4],[3]

## Palmarès sur piste

### Championnats du monde
- Zurich 1923
  -  Médaillé d'argent du demi-fond

### Championnats nationaux
- 1923
  - 2e du championnat de France de demi-fond
- 1927
  - 2e du championnat de France de demi-fond
- 1928
  - 2e du championnat de France de demi-fond
- 1929
  - 2e du championnat de France de demi-fond